# Пиетро IV Кандиано
Пиетро IV Кандиано (на латински: Petrus Candianus, на италиански: Pietro IV Candiano) е двадесет и втори дож на Венецианската република. Управлява от 959 г. до смъртта си през 976 г.
Пиетро е най-големият син на предишния дож Пиетро III Кандиано и брат на двадесет и четвъртия дож Витале Кандиано.
След като баща му го назначава за съ-дож с идеята властта да бъде запазена в семейството, Пиетро воден от прекомерна амбиция си навлича неприязънта и недоволството на венецианците до такава степен, че народното събрание, органът, който избира дожовете, поисква екзекуцията му. Баща му е принуден да използва целия си авторитет, за да го спаси от смърт, спечелвайки му само изгнание. Пиетро напуска Венеция с няколко приближени и се отправя при краля на Италия Беренгар II. С помощта на краля малко по-късно напада Венеция, сваля от поста баща си, когото обявява за неспособен да управлява, и сам се провъзгласява за дож.
Пиетро изпраща първата си жена Джована в манастир, за да може да се ожени през 966 г. за родственицата на императора на Свещената Римска империя Ото I – Валдрада. Тя му донася като зестра регионите Тревизо, Фриули и Ферара. На 2 декември 967 г. Пиетро Кандиано се споразумява с императора за подновяване на търговските привилегии на Венеция. Тесните връзки на Кандиано със западната империя обаче дразнят Византия, която заплашва с ответни мерки, ако венецианците не спрат контрабандата си със сарацините, с които по същото време ромеите са във война, и дожът е принуден да се съгласи с това условие през 971 г.
През 973 г. покровителят на Пиетро Кандиано Отон I умира. Скоро след това неговият наследник Ото II се заема с потушаване на бунт в германските земи и венецианците се възползват от ситуацията, за да отстранят Кандиано от поста на 12 август 976 г. Кандиано е затворен в двореца си, който противниците му подпалват. Но пожарът се разпространява и върху съседните къщи и църквата Св.Марко и в крайна сметка е засегната една голяма част от града. Самият Кандиано заедно със сина си Пиетро е убит, впоследствие останките им са погребани в църквата Св.Иларий. Съпругата му Валдрада оцелява в погрома и новият дож Пиетро I Орсеоло ѝ оставя да се разпорежда с цялото наследство на мъжа ѝ, за да не предизвика гнева на Ото II.

## Семейство
Пиетро IV Кандиано има брак с Джована, която веднага след като става дож, изпраща в манастира Св.Захарий, за да може той самият да сключи втори брак с Валдрада от Ломбардия, родственица на император Ото I. От Джована има един син:
- Витале Кандиано, избран за патриарх на Градо.

От втория си брак с Валдрада, сключен през 966 г., има две деца:
- Пиетро Кандиано, който загива по време на пожара през 976 г.;
- Марина Кандиано, омъжена за бъдещия 25-и дож на Венеция Трибуно Мемо.